# Elsaß-Lothringische S 9
Die Fahrzeuge der Gattung S 9 waren Schnellzuglokomotiven der Reichseisenbahnen in Elsaß-Lothringen.
Die Lokomotiven lösten die Gattung P 7 ab. Vor der Umnummerierung von 1912 trugen sie die Bezeichnung S 5. Die Maschinen des Typs S 9 hatten im Gegensatz zu ihren Vorgängern größere Treibräder, ansonsten waren die Abmessungen dieselben. Die 15 von Henschel gelieferten Exemplare hatten glatte Rauchrohre; Grafenstaden lieferte die Maschinen mit Serve-Rippenrohren aus.
Probeweise wurde später eine Lokomotive mit einem Überhitzer versehen; es blieb jedoch bei diesem Versuch. Die anderen Fahrzeuge stattete man mit Vorwärmern aus.
Die Lokomotiven erhielten Schlepptender der Bauart 2'2' T 20.